# Phreatia goodspeediana
Phreatia goodspeediana là một loài thực vật có hoa trong họ Lan. Loài này được A.D.Hawkes miêu tả khoa học đầu tiên năm 1952.